# ساختار زایشی گیاه

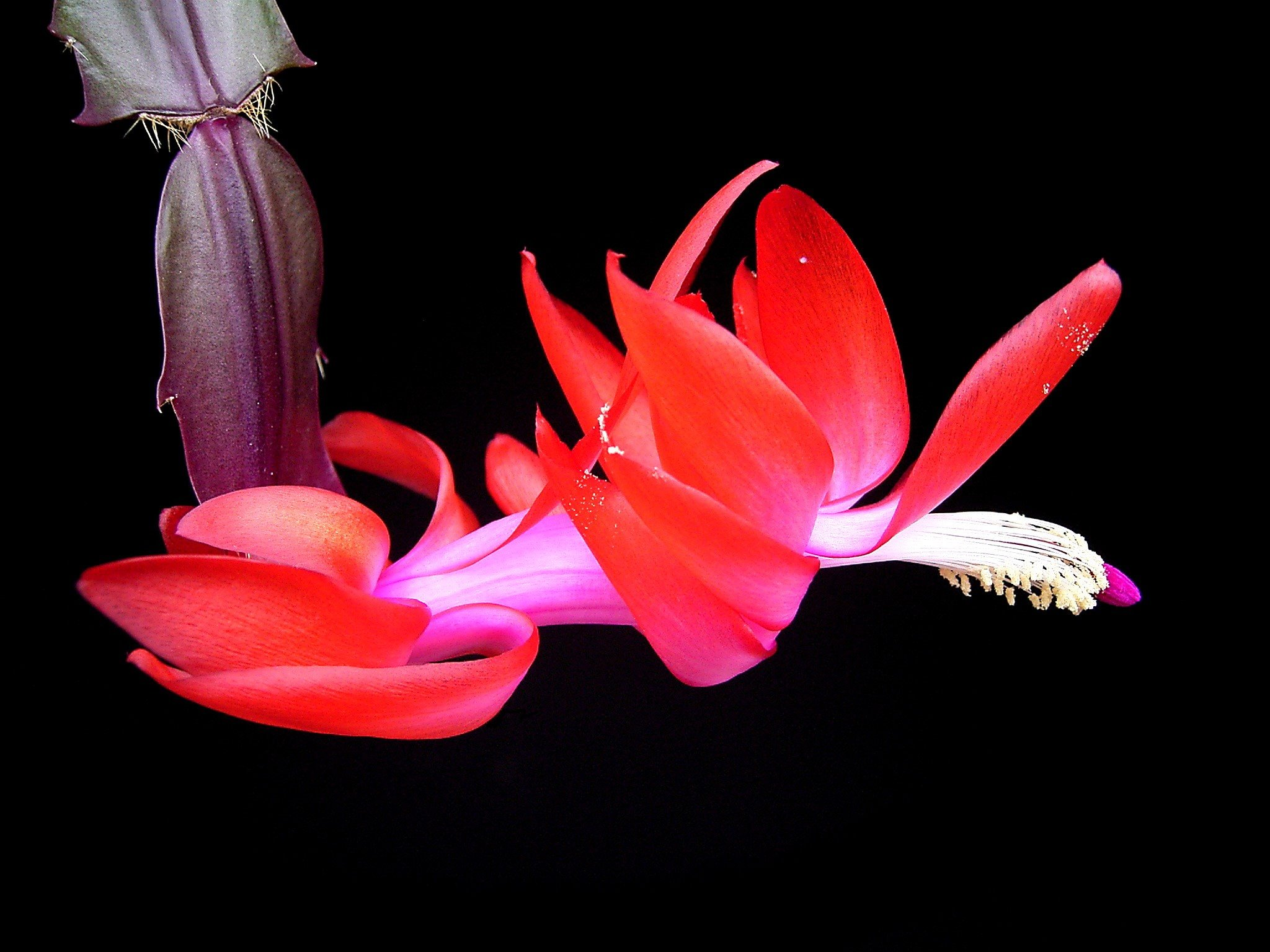
نمای نزدیک از یک گل کاکتوس عید پاک (و یا کاکتوس کریسمس)، نشان‌دهندهٔ بخشی از مادگی (کلاله قابل مشاهده است) و پرچم که آن را احاطه کرده‌است.

ساختار زایشی گیاه یا ساختار ریخت‌شناسی باروری گیاه (به انگلیسی: Plant reproductive morphology)، بررسی شکل و ساختار ریخت‌شناسی آن بخش‌ها (اندام‌ها) در گیاهان است که به گونه‌ای مستقیم یا غیرمستقیم به تولیدمثل جنسی مربوط می‌شود.
در میان همهٔ جانداران زنده، گل‌ها؛ که ساختارهای تولیدمثلی گیاهان گل‌دار هستند، از نظر فیزیکی (جسمی) متنوع‌ترینند و در ارائهٔ گوناگونیِ روشِ تولید نیز بزرگ‌ترین تنوع را نشان می‌دهند. گیاهانی که گل‌دار نیستند (جلبک سبز، خزه، جگرواشان، سرخس‌ها و بازدانگان مانند مخروطیان) نیز نقش پیچیده‌ای بین سازگاری ریخت‌شناختی، و عوامل محیطی، در تولیدمثل دارند. سیستم پرورش، یا چگونگیِ انتقالِ اسپرمِ یک گیاه بارور به تخمک دیگر، بستگی به مورفولوژیِ تولیدمثل دارد، و تنها عامل مهم تعیین‌کننده بسیاری از ساختار ژنتیکی جمعیت‌های گیاهی غیرکُلُنی است. پژوهشگر آلمانی کریستین کنراد اشپرنگل در (۱۷۹۳) با مطالعهٔ تولیدمثل گیاهان گل‌دار برای نخستین بار دریافت که روند گرده‌افشانی شامل دخالت و تعامل هر دویِ ترکیبات زنده و غیرزنده است. چارلز داروین در نظریهٔ انتخاب طبیعی، از این کارِ علمی برای پردازش نظریهٔ هم‌فرگشتی، که شامل تجزیه و تحلیل تکاملی از گل‌ها و حشراتِ گرده‌افشان است استفاده کرد.